# Enrique Álvarez-Sala Morís

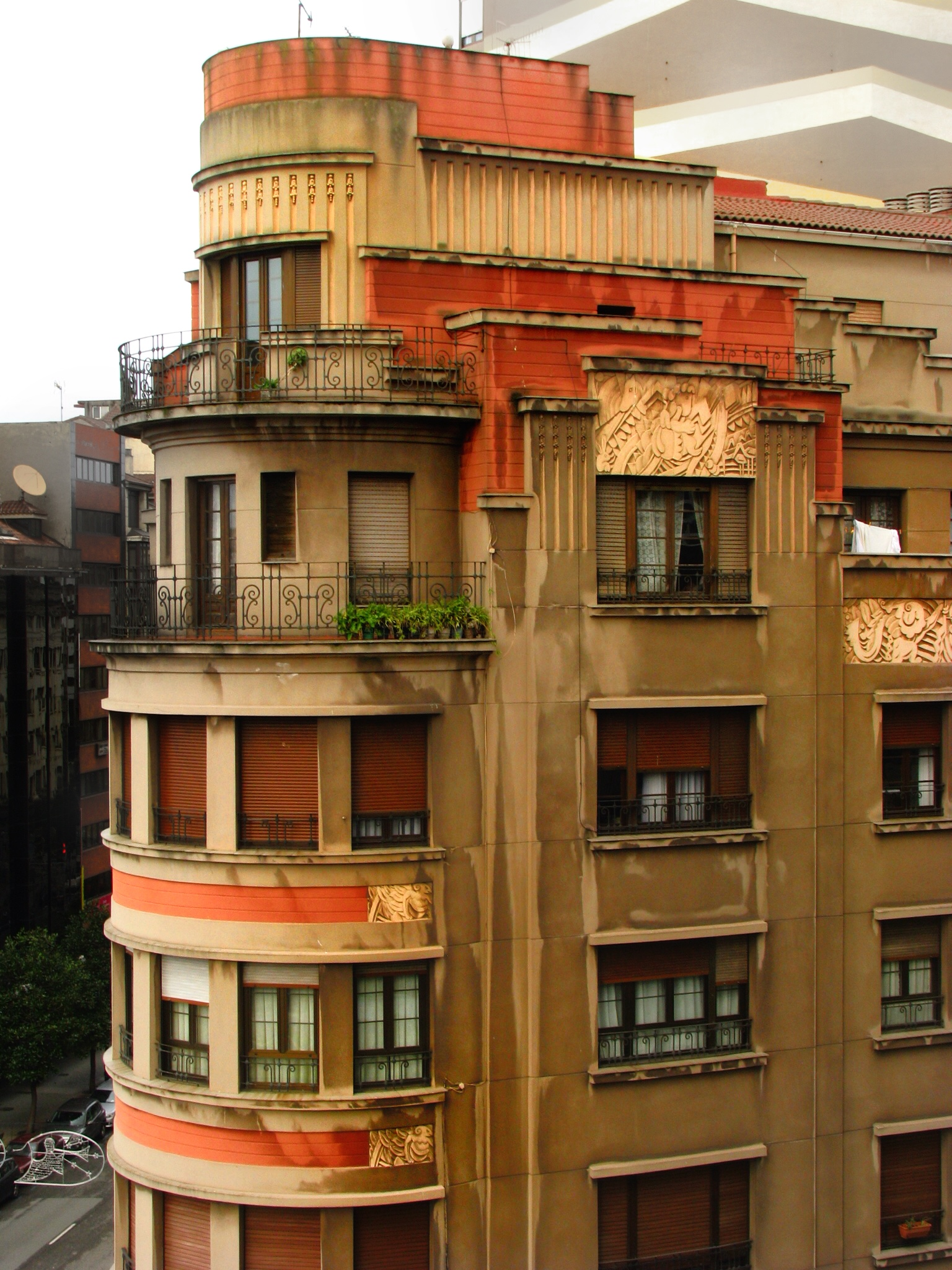
Álvarez Garaya n.º 13 en Gijón.

Enrique Álvarez-Sala Morís (Gijón, 1910-Somió,4 de mayo de 1995) fue un arquitecto racionalista español. Hijo de Enrique Álvarez-Sala Meana y Nieves Moris Fernández-Vallín, era hermano del médico José Luis Álvarez-Sala Morís y nieto del pintor Ventura Álvarez Sala. Tras cursar el bachillerato en Gijón, se trasladó a Suiza, donde estudió idiomas. Es conocido por haber sido arquitecto municipal de Gijón.
Sus obras más conocidas son el bloque de viviendas en la Calle Álvarez Garaya número 13 de Gijón o el Parque Sindical de La Felguera. 

## Obra
- Álvarez Garaya, 13 Gijón (Racionalismo, Art déco, 1943)[4]
- Cabrales, 34 Gijón (1944)